# Daniel Machek
Daniel Machek (* 10. listopadu 1959 Praha) je bývalý československý sportovní plavec, účastník olympijských her v roce 1980.

## Osobní život
K plavání ho přivedl jeho otec, který byl zároveň jeho největším fanouškem. Motivoval ho k překonávání rekordů finančními odměnami. Mladší bratr Tomáš (*1967) v dětství závodně plaval, ale později přešel k modernímu pětiboji. Bratranec Michal Machek byl dlouho jeho dvorním sparingpartnerem. Sestřenice Kateřina byla několikanásobnou držitelkou československých rekordů v plavání.
Jako student bydlel s rodiči na rohu ulic Žitné a Mezibranské.
Vychodil základní školu v Štěpánské ulici. Studoval večerní školu při gymnáziu v Libni, kde maturoval v roce 1979. Vystudoval pražskou FTVS (1981-1985).
Jeho oblíbeným filmem byl Den delfína z roku 1973. V pozdějším věku si totiž připadal jako ten delfín Alfa v konfrontaci se svojí trenérkou Milenou Zachovou. Dokonce se Alfu naučil imitovat.
K jeho zálibám patřilo sbírání gramofonových desek.
Po Praze jezdil jeden čas na tréninky a do školy babettou.
S manželkou Hanou má dvě dcery Andreu a Kristýnu. Jeho zeť Jan Micka je bývalý český reprezentant v plavání. Má vnuka Adriena Alkima a vnučku Beatu.

## Sportovní kariéra
Plavat se naučil v sedmi letech v bazénu hotelu AXA v plaveckém oddíle Rudá hvězda pod vedením pana Ladislava Klementa. Od svých devíti let začal závodně plavat pod vedením Mileny Zachové. Začínal s motýlkem, ale protože vykazoval vysokou rezistenci proti velkým objemovým tréninkovým dávkám přešel záhy na kraul.

### Začátky 1973-74
Na československé plavecké scéně se poprvé objevil jako nadějný štrekař (slang. dálkoplaz) v roce 1973. V srpnu poprvé reprezentoval Československo na velké sportovní akci mistrovství Evropy juniorů v britském Leedsu bez finálového umístění.
V srpnu 1974 jako první československý plavec zaplaval 1500 m v olympijském 50 m bazénu pod 17 minut – čas 16:50,2. Vzápětí na mládežnických závodech zemí východního bloku "Družba" v Kyjevě vybojoval dvě bronzové medaile na 200 m a 400 m volný způsob – na 400 m překonal časem 4:17,0 poprvé na této trati československý rekord. V závodě na 1500 m skončil na 5. místě.

### Rozpočet a mistrovství světa 1975
V roce 1975 v každém závodě na 1500 m vylepšoval československý rekord. V dubnu po zimním mistrovství byl za čas 16:34,8 zařazen do předběžné nominace na červencové mistrovství světa v kolumbijském Cali. Koncem května byl trenérskou radou v čele Pavlem Pazdírkem vybrán do užší nominace společně s Irenou Fleissnerovou. V červnu snížil hodnotu československého rekordu na 1500 na 16:27,1, ale do Cali nakonec neodcestoval. Předsednictvo plaveckého svazu ho začátkem července kvůli omezenému rozpočtu a slabé šanci na finálovou účast z konečné nominace vyřadilo.
V říjnu na mistrovství bezpečnostních sborů zaplaval dva československé rekordy na 400 m volný způsob (4:13,16) a 400 m polohový závod (4:45,83).

### Trápení s olympijskou kvalifikací 1976
V olympijském roce 1976 se mu celou zimu nedařilo dostat do své loňské formy. Mohli za to především táhnoucí se virová onemocnění, které decimovali celou československou plaveckou reprezentaci. Nepomohlo ani očkování, u některých závodníků mělo dokonce dlouhodobě negativní účinek – např. Jarmila Hemerková. Plavecký svaz neustále snižoval hodnotu nominačních limitů podle měnících světových tabulek – na olympijské hry v Montréalu měli být vysláni pouze ti s šancemi na finálovou účast. V dubnu zaplaval na závodech v Edinburghu československý rekord 16:20,97 na 1500 m, ale plavecký svaz již vyžadoval čas okolo 15:50 min. Ten byl v danou dobu pro něho nereálný a svojí olympijskou premiéru musel minimálně o 4 roky odložit.
V srpnu na mezistátním utkání s Finskem v Oulu zaplaval československé rekordy na 400 m volný způsob (4:06,53) a 1500 m volný způsob (16:00,74).

### Mistrovství Evropy 1977 a polohovka
V roce 1977 opět výkonnostně stagnoval a tak pro oživení začal s tréninkem dalších plaveckých stylů – hlavně s motýlkem a znakem pro dlouhý polohový závod. Pro monotónní trénink dlouhých tratích psychicky strádal. Neměl k sobě adekvátního sparingpartnera, který by ho hnal a hecoval kupředu. "Kdybych měl alespoň jednoho parťáka, s kterým bych mohl trénovat, který by mi stačil, a provokoval k ještě většímu úsilí. Takhle jsem v té vodě strašně sám..." Bratranec Michal mu přestal v tréninku stačit v roce 1975, talentovaný Michal Čermák do jeho velikosti také nikdy nedorostl.
V červenci se na mistrovství republiky dostal poprvé na 1500 m od 16 minut – čas 15:56,0. Na srpnovém mistrovství Evropy ve švédském Jönköpingu byl přihlášen na 400 m volný způsob a polohový závod a 1500 m volný způsob. V úvodním polohovém závodě na 400 m skončil ve finále na 6. místě v čase 4:35,24. Po závodě si posteskl "kdybych tak uměl prsa jako ti nejlepší". Další den v rozplavbách na 400 m volný způsob zaplaval nový československý rekord 4:00,23 a skončil na prvním nepostupovém místě do finále o 12 setin vteřiny. Na dvé hlavní trati však nesplnil očekávání a časem 16:06,64 skončil až na 12. místě "tolik jsem chtěl právě v maratonu do finále, ale nevyšlo to. Snažil jsem se držet s maďarskými reprezentanty pořád krok. Do 700 metrů mi to vydrželo, ale pak jsem najednou nemohl“.
Na podzim se spekulovalo, jestli nebude pro něho lepší zaměřit se primárně na polohový závod. Trenérka Milena Zachová s ním však měla jiné plány. Sehnala mu parťáka.

### Česko–slovinská spolupráce a mistrovství světa 1978
Začátkem zimní sezóny 1978 byla ohlášena mezistátní tréninková spolupráce s Jugoslávií. Mezinárodní tréninková skupina byla složena s Čecha Daniela Machka, jeho trenérky Mileny Zachové a slovinského plavce Boruta Petriče a jeho trenéra Stjepana Jelačiće. Tréninky probíhaly střídavě v Praze a Kranji.
Celou zimu ho trápilo vleklé nachlazení. Koncem března na závodech v Brémách zlepšil o dvacet sekund československý rekord na 1500 m časem 15:34,86 (starý z prosince 15:54,2) a na 400 m volný způsob se jako první Čechoslovák dostal pod 4 minuty – čas 3:59,50. 1500 m původně v Brémách plavat nechtěl, ale byl takzvaně trenérkou přinucen. Byl to začátek jejich budoucího konfliktu. Jeho výsledek z Brém neutekl pozornosti v zámoří a vzápětí přišla pozvánka s hrazeným pobytem v Kanadě a ve Spojených státech. Vynikající formu zužitkoval v německém Uelzenu, kde překonal československý rekord na své doplňkové trati 200 m motýlek časem 2:06,70 a také československý rekord na 400 m polohový závod časem 4:33,68.
V červnu odletěl s Miloslavem Roľkem a jeho trenérkou Vlastou Wawrovou na kanadský pohár do Edmontonu,, kde zvítězil v tréninkovém tempu na tratích 400 m a 1500 m volný způsob. Po návratu ze zámoří odjel na 14 dní do Kranje na tréninkovou přípravu s Borutem Petrovičem. Následně se vrátil 14. července domů kvůli mistrovství republiky. 
Po mistrovství republiky měl absolvovat závěrečnou přípravu na mistrovství světa v Berlíně s Petrovičem doma v Praze. Petrovič však odmítl do Prahy přijet. Podle trenérky Zachové se chtěl připravovat doma a nabídl jim s trenérem Jelašićem přípravu s ním opět v Kranji. Tuto nabídku nevyužil a tím se tréninková skupina po půlroce spolupráce rozpadla. Jako alternativu zvolili závěrečnou přípravu se sovětskou reprezentací v arménském Cachkadzoru. Pod vedením Igora Koškina absolvoval v Cahkadzoru třítýdenní přípravu s nejrychlejším dálkoplazem druhé poloviny sedmdesátých let dvacátého století Vladimirem Salnikovem a jeho sparingpartnery. Trenérka Zachová byla se závěrečnou přípravou spokojená, sovětští trenéři je brali jako součást týmu a vycházeli jim vstříc. Později v pořadu "Dobojováno" detailněji popsal přípravu se sovětskou sbornou. Tréninkový makrocyklus pro vytrvalce měl interval 7×3 dny. V pondělí, úterý, čtvrtek, pátek: první plavecký trénink od 7-9 h, od 10:30-12 h suchá příprava, od 12-14 h a třetí fáze od 17-21 h. Denně naplaval ve třech fázích až 27 km (3×8-9 km). Ve středu a sobotu byly testy. Ty trvaly 3,5 h během nichž naplaval 13 km. V neděli měl volno.
Na mistrovství světa v Berlíně v druhé polovině srpna byl přihlášen do čtyř závodů. Na úvod v závodě na 200 m volný způsob zaplaval v rozplavbách československý rekord 1:55,69 a skončil celkově na 26. místě. Na 400 m polohový závod skončil v rozplavbách na prvním nepostupovém místě do finále v čase 4:35,54 – na osmého v pořádí ztratil více než 2 vteřiny. Závod na 400 m volný způsob se mu nepovedl podle představ, v rozplavbách skončil časem 3:59,51 až na 15. místě. Ve své poslední královské disciplíně 1500 m zaplaval v rozplavbách československý rekord 15:28,19, který vydržel v platnosti 34 let. Z celkově druhého místa postoupil do finále, kde však dosáhl pouze času 15:38,27 a skončil na 6. místě. Na neolympijské trati 800 m zaplaval v mezičase československý rekord 8:15,37, ale ve druhé části výrazně zpomalil. Po závodě se ke svému výkonu do novin nevyjádřil. Noviny pouze spekulovali o jeho psychické nepohodě. Patřil mezi stresové typy závodníků – na první pohled z venku klidný, vyrovnaný, ale uvnitř přesný opak obzvláště před startem závodu. Později v pořadu "Dobojováno" uvedl, že po rozplavbě na 1500 m u sebe pozoroval neobvyklou reakci těla. Bylo mu zle a ještě v noci mu silně tlouklo srdce. Ve finálovém závodě se tak podvědomě "šetřil".

### Berkeley 1979
V roce 1979 ho čekala maturitní zkouška na střední škole. Počátkem března odjel na reprezentační soustředění do arménského Cachkadzoru. Po návratu ze Sovětkého svazu zaplaval na zimním mistrovství republiky koncem března československý rekord 1:55,0 na 200 m volný způsob. V dubnu na mezinárodních závodech v Londýně zaplavala československý rekord 3:58,98 na 400 m volný způsob., který v květnu ještě vylepšil na 3:58,47 mezistátním utkání s Norskem v Oslu.
Na přelomu července a srpna reprezentoval Československo na Spartakiádě národů SSSR v Moskvě. Mohl si tak s ročním předstihem vyzkoušet plavecký bazén na prospektu Mira, kde se konaly v roce 1980 olympijské závody. Na 1500 m volným způsobem skončil na 5. místě v čase 15:46,01. Na 400 m volný způsob vybojoval bronzovou medaili v čase nového československého rekordu 3:57,65. Na 400 m polohový závod postoupil z rozplaveb pouze do B-finále, které vyhrál v čase 4:35,39 a obsadil konečné 9. místo.
V záři startoval na univerziádě v Mexiku. Vysoká nadmořská výška mu nesedla. Na 400 m volný způsob skončil pátý v čase 4:05,59 a na 400 m polohový závod čtvrtý v čase 4:39,46, tedy hluboko za svými osobními rekordy. Po skončení univerziády zůstal v Mexiku na plaveckém soustředění. V mexické čtvrti Xochimilco polykal v místních kanálech zvaných chinampas své obvyklé objemové dávky. Po skončení soustředěni se s trenérkou Vlastou Wawrovou a Miloslavem Roľkem přesunul do Spojených států na univerzitu v Berkeley. Pod vedením trenéra Norta Thorntona v Berkley absolvoval několik tréninků s nejlepšími americkými a zahraničními plavci. Trenérka Wawrová byla s jeho i Roľkovými výkony v tréninku nadmíru spokojená. Svým sparingpartnerům se vyrovnali, dokonce je i poráželi. Po skončení soustředění dostal od univerzity v Berkeley nabídku na stipendium, kterou však kvůli tehdejší politické situaci musel odmítnout. (z rozhovoru pořadu Dobojováno) Po návratu do Československa ho nejvíc fasnicinovala úroveň a intenzita jejich tréninku. Vzájemná rivalita, hecování, které je posouvalo dopředu... "já se doma musím přinutit sám".

### Olympijské hry 1980 a trenérka Zachová
V olympijském roce 1980 eskalovaly vzájemné problémy s trenérkou Milenou Zachovou. Zachová v březnu v rozhovoru pro Československý sport přiznala, že s ním komunikuje už jen přes psychologa Miloslava Machače. Zhruba od roku 1977 jí začal v tréninku odmlouvat. Měl pochybnosti v její metodice přípravy, kdy například nechápal proč se má při motýlku nadechovat na každé páté tempo (cca každých 20 vteřin). Za odmlouvání ho Zachová nejprve trestala brigádami na stavbách, kde si však posléze udělal obrázek, jak funguje československé stavebnictví – z osmihodinové pracovní doby se reálně pracujou dvě. Takže si svým způsobem na brigádách odpočinul. (z rozhovoru pořadu Dobojováno)
V prvních měsících olympijského roku se nemohl dostat do vrcholové formy. Na dubnových závodech ho dokonce na jeho oblíbené trati 400 m volný způsob porazil doma po letech nadvlády Petr Adamec. Chytil se až ve své doplňkové disciplíně 400 m polohový závod. Na závodech v Leedsu zaplaval výborný čas 4:31,31. V červnu na závodech v Kyjevě zažehnal pochyby o své připravenosti, když na 400 m volný způsob dosáhl času 3:56,91. Nenáviděnou trať 1500 m prakticky vypustil. Závěrečnou přípravu na olympijské hry v Moskvě absolvoval v Cachkadzoru se sovětskou sbornou.
Do Moskvy odletěl s Miloslavem Roľkem v červenci jako jeden z prvních z československé olympijské výpravy. Ze známých důvodů na olympijské hry nepřijeli američtí nebo kanadští plavci, kteří by v jeho disciplínách útočili na olympijské medaile – Brian Goodell, Mike Brunner nebo Kanaďan Peter Szmidt. Na 1500 m nepostoupil časem 15:39,73 z rozplaveb "soupeři nasadili příliš vysoké tempo, věděl jsem že na takové nemám a samotnému vzadu se to špatně plave". Se štafetou 4×200 m skončil v československém rekordu 7:42,18 na celkovém 9. místě. Na 400 m postoupil z rozplaveb do finále posledním osmým časem 3:57,02. Odpolední finále tak plaval v krajní osmé dráze. V cíli dohmátl v novém československém rekordu 3:55,66 na vynikajícím 5. místě. Po závodě řekl: "Musel jsem si napravit reputaci." Později řekl, že měl ten den na medaili a s 5. místem spokojen není. Z krajní osmé dráhy neviděl na všechny a za medailí skončil zhruba o jeden metr "kdybych viděl ty, co byli jen o ten kousek přede mnou asi bych se vyprovokoval k ještě lepšímu finiši. Ale sport se nepočítá na kdyby, pokusím se tedy ještě něco víc dokázat v příštích letech." V závěrečné disciplíně 400 m polohový závod překonal v rozplavbách československý rekord časem 4:28,66 a postoupil do finále. Ve finále skončil v čase 4:29,86 na posledním 8. místě.
Po olympijských hrách se začal nově připravovat pod vedením Jaroslava Strnada.

### Mistrovství Evropy a Borut Petrič, univerziáda 1981
Pod vedením Jaroslava Strnada se zaměřil na střední tratě 200 m volný způsob a 400 m volný způsob, polohový závod. Na 400 m však řešil jeden zásadní taktický problém – při volném způsobu (kraulu) byl zvyklý třetí úsek jet tzv. do plnejch, kdežto u polohové závodu se plaval třetí úsek prsa, ve kterém tápal. Na letním mistrovství republiky v červenci byl na 400 m polohový závod v cíli diskvalifikován za třetí prsařský úsek kvůli potápění hlavy. Na 200 m a 400 m volný způsob však zcela dominoval, na 200 m volný způsob dokonce v novém československém rekordu 1:53,72.
Na konci července startoval na univerziádě v Bukurešti ve třech individuálních disciplínách a dvakrát ve štafetě. Se štafetou 4×100 a 4×200 m volný způsob obsadil 7. a 5. místo. Na 200 m volný způsob skončil na 6. místě v čase 1:54,93. Na 400 m polohový závod vybojoval ve finále třetí místo v čase 4:32,16. Po závodě litoval, že si po úvodním znakařském úseku nechal stříbrného Kanaďana Petera Dobsona zbytečně ujet. Na závěr na své královské trati 400 m volný způsob ve finále zvítězil v čase 3:58,08.
Závěrečnou přípravu na zářiové mistrovství Evropy v jugoslávském Splitu absolvoval s reprezentací ve Strakonicích. Pochvaloval si hlavně spolupráci s reprezentačním kolegou Vlastimilem Černým. Během přípravy měl blíže nespecifikované zdravotní problémy. Ve Splitu nesplnil očekávání. Startoval pouze ve dvou disciplínách 400 m volný způsob a polohový závod. V polohovém závodě obsadil ve finále 7. místo časem 4:29,51 a ve své hlavní disciplíně kraulem skončil na 7. místě v čase 3:57,33. Trenér Strnad viděl příčinu v neúspěchu v podcenění psychologické přípravy. Podlehl bouřlivé atmosféře, když ve finále startoval se dvěma domácími závodníky Borutem Petričem a jeho mladším bratrem Darjanem Petričem.
Vztah s Borutem Petričem hodnotil vždy kladně, ale Petrič byl zcela odlišný typ závodníka. Machkův pozdější svěřenec Josef Hladký řekl, že Petrič rád své soupeře psychicky deptal. Byl výborný mind-gamer. O Machkovi věděl, že trpí na předstartovní trémy. Před závodem za ním přišel ho poplivat pro štěstí, vzal ho kolem ramen se slovy "neboj, dnes to bude dobrý". Tím ho ještě víc nahlodal.

### Předčasný konec kariéry 1982
V březnu 1982 se omlouval ze závodů z důvodů nemoci. Trenér Jaroslav Strnad uvedl, že v únoru při republikovém mistrovství v Českých Budějovicích ho při tréninku někdo kopl do obličeje. Měl silné bolesti a špatně viděl. Byl převezen do Ústřední vojenské nemocnice v Praze, kde byl hospitalizován. Krvácení do sítnice se nepotvrdilo, měl pouze poraněný sklivec. Po letech v rozhovoru pro pořad Dobojováno však uvedl, že mu praskla žilka v sítnici a přišel nevratně o část zorného pole. Důvodem byla genetická indispozice uspíšené lety namáhavé fyzické činnosti. V nemocnici strávil nakonec dva měsíce a na doporučení lékařů skončil s vrcholovým sportem. Se sportovní kariérou se rozloučil symbolicky na červencovém mistrovství republiky, kde nastoupil na trati 50 m volný způsob.

### Československé a české rekordy
- 400 m volný způsob – 3:55,66 (1980) překonán v roce 2000 Vlastimilem Burdou (3:53,36)[77]
- 800 m volný způsob – 8:15,37 (1978)* překonán v roce 2000 Vlastimilem Burdou (8:12,04) – rekord Machka i Burdy byl mezičasem závodu na 1500 m volný způsob
- 1500 m volný způsob – 15:28,19 (1978) překonán v roce 2012 Janem Mickou (15:23,46)[78]

## Trenérská a profesní kariéra
Po skončení sportovní kariéry přijal, ještě jako student třetího ročníku pražské FTVS, nabídku vést středisko vrcholového sportu mládeže při Rudé hvězdě Praha. Jeho prvním úspěšným svěřencem byl Karel Wendl.
Po olympijské sezóně 1984 navázal spolupráci s největší českou plaveckou hvězdou Josefem Hladkým, kterého připravoval do jeho emigrace na podzim 1986.
Po olympijských hrách v Soulu v roce 1988 přijal nabídku šéftrenéra československé plavecké reprezentace, kterou vedl do rozdělení federace koncem roku 1992. Jako manažer zprostředkoval stipendium dvěma špičkovým československým plavcům na kalifornské univerzitě v Berkeley – Marek Raniš a Alexander Marček.
Od roku 1993 se stal výhradním distributorem sportovní firmy Arena pro Česko a později i Slovensko. Kvůli zvýšenému stresu, které přinášelo podnikatelské prostředí začal opět závodně plavat jako veterán. Od roku 2011 se účastní závodů v triatlonu a jeho extrémní podobě tzv. ironmanu.